# Carlos Valenzuela
Carlos Fernando Valenzuela (Santiago del Estero, 22 aprile 1997) è un calciatore argentino, attaccante del Querétaro.

## Caratteristiche tecniche
È un'ala destra.

## Carriera
Cresciuto nel settore giovanile del Racing Club, ha trascorso i primi anni di carriera nelle serie inferiori del campionato argentino con Nueva Chicago e Barracas Central, collezionando 68 presenze fra seconda e terza divisione. Il 7 agosto 2020 è stato acquistato in prestito dal Famalicão, in Portogallo: qui, conclude la stagione con 3 reti in 24 presenze nella prima divisione portoghese.